# Apikollo
Apikollo was een inheems dorp in het ressort Coeroenie in het uiterste zuiden van het Surinaamse district Sipaliwini.
Apikollo lag aan de Palimeukreek die via de Akalapikreek in de Sipaliwinirivier stroomt.